# Choszczno
Choszczno é um município da Polônia, na voivodia da Pomerânia Ocidental e no condado de Choszczno. Estende-se por uma área de 9,58 km², com 15 352 habitantes, segundo os censos de 2017, com uma densidade de 1602,9 hab/km².